# Лурдес де Оливеира
Лурдес де Оливеира (рођена 17. децембра 1938) је бразилска глумица. Позната је по споредној улози Мире у романтичној трагедији Црни Орфеј из 1959. и главној улози у авантуристичком филму Os Bandeirantes (Пионири) из 1960. године. Лурдес се удала за француског редитеља Марсела Камија, ког је упознала на снимању, а после тога се повукла из глуме.

## Рани живот
Лурдес је рођена 17. децембра 1938. у Рио де Жанеиру.  Она је ћерка композитора и тамбураша Дарсија де Оливеире. Била је атлетичарка и Фламенгиста (навијач ФК Фламенга) у младости, такмичила се у тркама и учествовала на Пролећним играма у Рију.

## Биографија
Глумила је у два филма. 1959. године, док је била студент, позвана је да глуми у романтичној трагедији француског редитеља Марсела Камија Црни Орфеј. Играла је Миру, споредну женску улогу.  Године 1960. играла је главну улогу у Камијевом авантуристичком филму Os Bandeirantes, глумила је лик Сузане. 
Лурдес се удала за Камија, којег је упознала 1959. док је снимала Црни Орфеј. Након свог другог филма, повукла се из глуме и преселила се у Француску са супругом. Она и Ками имају двоје деце, а једно од њих је и писац Жан-Кристофа Ками, који је рођен у Паризу 1962. године.

## Филмографија
| Година | Наслов          | Улога  |
| ------ | --------------- | ------ |
| 1959   | Црни Орфеј      | Мира   |
| 1960   | Os Bandeirantes | Сузана |